# 니카라과 혁명
니카라과 혁명(스페인어: Revolución Nicaragüense 또는 Revolución Popular Sandinista)은 1960년부터 일어난 반소모사 저항 운동이자, 미국과 소련의 사이의 대리전으로, 약 30년간 지속되었다. 이 혁명 이후 소모사 가문은 몰락하고, 니카라과에는 FSLN 하에 공산주의가 확립된다.

## 개요
1936년 소모사가 독립운동가 산디노를 암살하고 쿠데타로 집권한 이래 니카라과는 소모사가(家)가 3대에 걸쳐 족벌 귀족주의 독재체제를 구축해 왔다. 소모사가는 반정부 세력에 대해 무자비한 탄압을 가하면서 국가경제력의 40% 이상을 독점, 국민의 대다수는 절대빈곤 상태에 놓이고 사회·경제적 모순은 극에 달하는 일대 아수라를 연출했다. 소모사가의 이와 같은 만행이 미국의 지원·묵인하에 이루어졌음은 물론이다. 이러한 족벌 독재체제에 대한 국민적 저항의식은 날로 고조되어 1962년 소모사에 암살당한 산디노의 이름을 딴 산디니스타 민족해방전선(FSLN)이 결성, 대정부 무장투쟁을 전개하기 시작했다. 이들의 소모사 타도투쟁은 계속 확대되어 1970년대 중반 이후 니카라과는 내전상태에 돌입했는데, 인접국가들의 개입으로 내전이 확대되고 소모사를 지원하고 있는 미국에 대해 국제여론이 비등해지자 미국은 지원을 철회하고 소모사에 대한 사임압력을 가중, 마침내 1979년 7월 소모사는 미국으로 망명하고 FSLN이 정권을 인수했다. FSLN에 의한 니카라과 혁명은 국민적인 지지를 획득했고 서방지식층에서도 '영웅없는 혁명'이라는 찬사를 보냈다. 문제는 과거 소모사를 지원한 미국에 대한 니카라과 국민의 뿌리깊은 반미감정과 FSLN의 좌파성향에 대한 미국의 거부였다. 주지하고 있는 바처럼 미국은 아메리카 대륙의 좌익정권에 대해서는 모든 수단·방법을 동원, 파괴공작을 감행해 왔다. 1981년 1월 반공보수주의를 표방하며 출범한 레이건 정부는 니카라과가 중남미의 좌익혁명기지가 되고 있다고 맹비난하면서 대 니카라과 원조와 수입을 전면 금지하였다. 동년 8월 미국은 소모사 추종세력, 미스키토 인디언, 반 산디니스타 세력을 중심으로 결성된 콘트라 반군에 대한 지원을 시작, CIA가 훈련, 무기·자금 지원, 작전지휘 등을 주도하기 시작했다. 미국의 콘트라 반군지원은 미언론의 폭로로 일대 정치쟁점화되었는데 아무튼 니카라과는 다시금 내전의 혼미로 치닫게 된다. 1984년 4월 미국은 엉뚱한 명목을 내세워 니카라과 일부 해역에 기뢰를 부설하여 해상봉쇄를 감행하였는데, 니카라과는 미국의 콘트라 반군지원과 해상봉쇄 조치를 국제법 위반으로 국제사법재판소에 제소하여 승소했다. 1986년 6월 니카라과는 국제사법재판소의 판결이행을 촉구하기 위하여 국제연합 안전보장이사회에 이를 상정하였으나 미국의 거부권 행사로 무산되었다. 오히려 미국의 콘트라 반군지원은 공개성을 띠어 보수단체들은 인도적인 명분을 내세워 자금 및 물자모금운동을 대대적으로 전개했으며 국제여론과 의회의 견제 때문에 중지되었던 미정부의 대 콘트라 군사원조안이 1986년 6월 보수주의의 부상에 편승, 미의회에서 통과되었다. 내전이 확대되는 가운데 1987년 8월에는 이해당사자인 중남미 5개국간 평화협정이 조인되고 FSLN 정부가 미국에 화해협상을 제의하는 등 협상 분위기가 고조되었으나 미국의 대 FSLN 협상 거부, FSLN의 대 콘트라 직접 협상 거부 등이 맞물려 답보상태에 놓여 있다. 1988년 11월 FSLN의 오르테가 대통령이 소련을 방문, 소련이 콘트라 반군을 격퇴하는 데 협력하기로 약속했다고 발표, 새로운 확전위기를 야기시켰다.

## 같이 보기
- 더러운 전쟁
- 이란-콘트라 사건
- 언더 화이어 (1983년 영화)